# Alveston
Alveston är en by och en civil parish i South Gloucestershire i Gloucestershire i England. Orten har 2 953 invånare (2011). Byn nämndes i Domedagsboken (Domesday Book) år 1086, och kallades då Alwestan.